# دهستان دهکده
دهستان دهکده، یکی از دهستان‌های بخش مرکزی شهرستان حمیدیه در استان خوزستان ایران است. مرکز این دهستان، روستای دهکده است.

## جمعیت
بر پایه سرشماری عمومی نفوس و مسکن در سال ۱۳۹۵، جمعیت دهستان دهکده برابر با ۵٬۲۶۷ نفر بوده است.